# Patoch Sjodijev

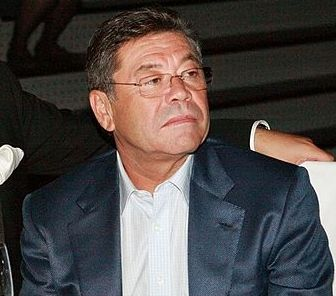
Patoch Sjodijev

Patoch Kajoemovitsj Sjodijev (Jizzax, 15 april 1953), ook wel Patokh Chodiev (Russisch: Фаттох Каюмович Шодиев), is een omstreden, in Londen wonende Oezbeekse zakenman en oligarch met de Belgische nationaliteit. Samen met Alexander Masjkevitsj en Alijan Ibragimov vormt hij het zogenaamde 'Kazachse trio', een groep van Centraal-Aziatische zakenlui die hun fortuin vergaarden door deals in mineralen, olie, gas en bankieren in Kazachstan. In 2019 stond Sjodijev op de 1161ste plaats van de Forbes-lijst van miljardairs, met een geschat vermogen van 1,84 miljard dollar.

## Biografie

### Afkomst en familie
Sjodijev werd geboren in wat nu Oezbekistan is. Hij studeerde internationaal recht en Japans in aan het Moskovitisch Staatsinstituut voor Internationale Betrekkingen in Rusland. Sjodijev behaalde een doctoraat in de politieke wetenschappen en spreekt vlot Japans. Een klasgenoot en goede vriend was Alisjer Oesmanov.
Hij is gehuwd en heeft drie kinderen.

### Zakelijke loopbaan
Na zijn studies werd Sjodijev uitgestuurd als handelsgezant voor de Sovjet-Unie. Hij woonde onder meer in Japan. Banden met de KGB werden verondersteld, maar hij heeft dit altijd ontkend.
Begin jaren 90 kwam hij naar België. Tot 1994 woonde hij in Tervuren, daarna in Waterloo. Andere grote eigendommen liggen in Moskou, Londen en Saint-Jean-Cap-Ferrat.
Hij speelde een sleutelrol in de privatisering van de Kazachse economie na de ineenstorting van de Sovjet-Unie. Dit leidde tot het ontstaan van de groep Eurasian Resources Group (ERC).. Samen met Boris Birsjtein richtte hij een aantal bedrijven naar Belgisch recht op: Saebeco Belgium, Brussels Research and Consulting, Astas en PMC Trading.
Met zijn zakenpartners Masjkevitsj en Ibragimov is Sjodijev medeoprichter van Eurasian Natural Resources Group (ENRC), wereldwijd een van de grootste bedrijven op het vlak van natuurlijke bronnen. Hij was een belangrijke aandeelhouder van de voormalige ENRC, met hoofdzetel in Londen, baatte een aantal metaalvoorraden uit in in Kazachstan en Afrika, naast vele mijnbouwbedrijven in Oost-Europa en Afrika. In 2009 boekte ENRC een winst van $ 1,462 miljard op een omzet van $ 3,8 miljard. De groep stelde zo'n 70.000 mensen te werk. ENRC werd geïntroduceerd op de London Stock Exchange in december 2007, met een initiële marktkapitalisatie van ongeveer £ 6,8 miljard. Eind 2013 werd het bedrijf van de beurs gehaald te midden van vallende koersen en corruptiegeruchten, en kreeg het de nieuwe naam Eurasian Resources Group.
Het Trio zou een derde van de Kazachse economie vertegenwoordigen.
Op 3 april 1998 richtte hij zijn eigen bank op met een zakenpartner. De International Financial Bank was geregistreerd op de Cookeilanden maar verloor reeds het volgende jaar zijn banklicentie. Tijdens en na de vereffening bleef de bank echter actief.

### Verwerving van de Belgische nationaliteit
Sjodijev verwierf op 27 juni 1997 de Belgische nationaliteit op voorspraak van zijn naaste buur, de burgemeester van Waterloo Serge Kubla (MR).  Ook de extreemrechtse politicus Philippe Rozenberg werd ingeschakeld. Volgens meerdere waarnemers werd de naturalisatie onregelmatig verkregen, aangezien hij niet voldeed aan de vereiste kennis van ten minste één officiële landstaal (Nederlands, Frans of Duits). Bovendien had de Belgische Staatsveiligheid reserves geuit vanwege de maffiaconnecties van Sjodijev.

### Connecties
Sjodijev staat op intieme voet met de voormalige president van Kazachstan, Noersoeltan Nazarbajev.
Wikileaks onthulde een Amerikaans diplomatiek telegram dat hem signaleerde op het verjaardagsfeest van de vrouw van Salim Abdoevalijev, een Oezbeekse maffialeider.

### Liefdadigheid
In 1996 richtte Chodiev de Chodiev Stichting op om innovatie, kunst en educatie in Eurazië en Zuidoost-Azië te promoten.
In september 2017 heeft de Chodiev Stichting een vertegenwoordigingskantoor geregistreerd in Oezbekistan, dat humanitaire hulp en gezondheidszorg zal voorzien voor weeshuizen in het land. Volgens rapporten zou Chodiev ook plannen hebben om verschillende winkelcentra en een metaalverwerkende fabriek in Tashkent te bouwen, als onderdeel van een investeringsimpuls in Oezbekistan.

## Gerechtelijke affaires

### Belgisch vastgoed
In 1996 kwam Sjodijev een eerste keer in opspraak in België naar aanleiding van een witwasmelding door de Bank Brussel Lambert. Samen met zijn triopartners en met de echtgenote van de Kazachse premier Akezhan Kazhegeldin had Sjodijev een reeks schermvennootschappen opgezet om vastgoedtransacties te verrichten. Het gerecht onderzocht de zaak en in de lente van 1999 trok de Brusselse onderzoeksrechter Françoise Roggen nog met een rogatoire opdracht naar Genève. Tot een proces leidde dit echter niet.

### Tractebel
In 1996 opende het Belgische gerecht een onderzoek naar schimmige operaties in verband met de pogingen van Tractebel om een concessie binnen te halen voor een gaspijpleiding in Kazachstan. Eerder had het bedrijf al Almatyenergo opgekocht, dat de elektriciteitsvoorziening van Almaty verzorgde.
Dit leidde in 2007 tot de inbeschuldigingstelling van zeven personen, waaronder Sjodijev. Ook Nicolas Atherinos, vice-president van de Tractebels indernationale divisie EGI, werd vervolgd. Tractebel was in een kwaad daglicht komen te staan en had zelf klacht ingediend in verband met 2 miljard frank (55 miljoen euro) commissies. Tractebel had dit bedrag aan Sjodijev betaald als consultancy fees, maar hij zou het buiten hun weten als smeergeld hebben gebruikt om politici en andere hooggeplaatsten om te kopen. In februari 2011 verwees de Raadkamer Sjodijev naar de correctionele rechtbank op beschuldiging van valsheid in geschrifte, gebruik van valse stukken, witwassen en bendevorming. 
Op 17 juni 2011 maakten Sjodijev en zijn medebeschuldigden gebruik van de pas ingevoerde afkoopwet. Hij trof een schikking met de Procureur des Konings voor 22,5 miljoen euro om een einde te stellen aan de vervolging.

### Trio-affaire en Kazachgate
Een gelieerde affaire had betrekking op de wetgeving die Sjodijev toeliet om de schikking te treffen. In oktober 2012 beweerde het satirische Franse blad Le Canard Enchaîné dat deze tot stand was gekomen dankzij de druk van president Sarkozy (UMP) op zijn Belgische zusterpartij MR en met name op senator Armand De Decker. Er werd beweerd dat de Kazachse autoriteiten hadden het beëindigen van de Belgische vervolging tegen Sjodijev als voorwaarde hadden gesteld om bestellingen ter waarde van twee miljard euro te plaatsen bij Franse bedrijven. Een verdachte overschrijving van Sjodijevs advocate Degoul naar Sarkozy's naaste medewerker Étienne des Rosaies had het Franse gerecht op dit spoor bracht.
Dit had geleid naar een vertrouwelijke nota van diezelfde Rosaies waarin hij aan minister Claude Guéant rapporteerde over de demarches die hij had ondernomen om de steun van De Decker te verkrijgen. In februari 2015 volgden verdere onthullingen: De Decker zou 734.346 euro gekregen hebben om de afkoopwet er snel door te krijgen, zodat Sjodijev er vóór zijn strafproces gebruik van kon maken. Het bedrag was eveneens afkomstig van Sjodijevs Franse advocate Catherine Degoul. Zij was door Sjodijev belast met het opzetten van een Franco-Belgisch advocatenteam voor zijn verdediging in de zaak-Tractebel. Hiervoor had ze stortingen ter waarde van 7,2 miljoen euro ontvangen van de Belgische Oezbeek. Een andere presidentiële medewerker, Damien Loras, was volgens Des Rosaies de "piloot van het dossier". Hij was in 2012 te gast op Sjodijevs jacht Plan B en had een duur horloge gekregen in 2009, maar Loras ontkende alle beschuldigingen van overtreding.
De voorzitter van de onderzoekscommissie die opgericht werd om het ontstaan van de wet op de minnelijke schikking te onderzoeken, Dirk van der Maelen, verklaarde in een interview met het Belgische wekelijkse magazine Knack van 4 juli 2017 dat de wet er was gekomen onder druk van de diamantsector. Hij weerlegde daarmee het mediaverhaal dat Sjodijev of zijn omgeving betrokken was in het introduceren van de wet. Hij verklaarde tevens dat ook het Belgische College van Procureurs-Generaal schuldig was, omdat het het wetsvoorstel van de diamantindustrie, oorspronkelijk geschreven door twee advocaten in opdracht van het Antwerp World Diamond Center in 2007, uiteindelijk gepromoot had.
De parlementaire commissie sprak Chodiev ook vrij van elke betrokkenheid bij de invoering van de wet op de minnelijke schikking. De advocaat van Chodiev beschuldigde de commissie ervan bevooroordeeld te zijn geweest tegen Chodiev. Toch heeft Chodiev zich, via zijn advocaat, bereid verklaard een formele klacht tegen verschillende commissieleden te laten vallen, op voorwaarde dat hij een brief krijgt van een vertegenwoordiger van de Belgische staat waarin deze laatste toegeeft dat de commissie ongepast gehandeld heeft en laster heeft gepleegd ten aanzien van Chodiev, en de negatieve impact van het onderzoek op Chodiev en zijn familie erkent. In een tweet herhaalde commissielid Vincent Van Quickenborne (Open Vld) dat de Commissie geen link had gevonden tussen Chodiev en de invoering van de wet op de minnelijke schikking, en vroeg hij "verontschuldigen van commissieleden die (Chodiev) ongegrond hadden beschuldigd".